# Georges Vassallo
Pour les articles homonymes, voir Vassallo.
Georges Vassallo, parfois orthographié Vassalo est un homme politique communiste français né le 6 août 1936 et décédé le 26 septembre 2008.
Maire de Grasse de 1977 à 1983, il fut le dernier maire de gauche d’une commune de plus de 15 000 habitants des Alpes-Maritimes.

## Biographie
Né d'un père ébéniste et d'une mère femme de ménage établis à Tende (Alpes-Maritimes), Georges Vassalo est élève du cours complémentaire Risso à Nice puis étudiant boursier à l'école normale de Nice. Son premier poste d'instituteur est au collège de Sospel, où il enseigne les mathématiques. Avant de partir au service militaire, il enseigne pendant quelques mois à l'école Gambetta à Grasse.
Sorti sous-lieutenant de l'école de cavalerie de Saumur, puis engagé volontaire en Algérie, Georges Vassallo devient professeur de mathématiques puis proviseur de collège.
Membre du Parti communiste français, il emporte « contre toute attente » la mairie de Grasse à la tête d'une liste d'union de la gauche lors des élections municipales de 1977, à la faveur d'une triangulaire causée par la gestion autoritaire du maire de droite sortant Hervé de Fontmichel. Grasse se retrouve alors la seule commune importante du département à gauche. Lors des législatives de 1978, Vassallo échoue au premier tour dans la sixième circonscription des Alpes-Maritimes, puis ne parvient pas à ravir le canton de Grasse à Fontmichel aux cantonales de 1979. À partir de 1979, il devient cependant vice-président du conseil régional de Provence-Alpes-Côte d'Azur, à une époque où les régions ne sont pas encore des collectivités territoriales.
Dès le début de son mandat, Vassallo met en place un plan d’occupation des sols qui crée des zones d’aménagement différé sur l’emprise des anciennes parfumeries du centre-ville empêchant la vente de bâtiments ou des terrains à des promoteurs privés, afin selon lui d'éviter la spéculation immobilière. Il mène également une politique vigoureuse de contrôle du patrimoine foncier des habitants les plus aisés de la commune afin de combattre la fraude, ce qui conduit à une hausse importante de la pression fiscale. L’opposition l’accuse d’avoir embauché 200 agents municipaux non nécessaires, réorienté une partie des subventions vers des associations proches du parti communiste et attribué les logements sociaux de manière partisane, d’où un fort creusement de la dette, ce que Vassallo réfute. La municipalité PCF finance ainsi à hauteur de cinq millions de francs le lancement de la radio locale pro-communiste Grasse FM en mars 1982 — fermée l’année suivante par la nouvelle municipalité. Lors des municipales suivantes, en 1983, Fontmichel parvient à unir la droite et l'emporte contre la liste de Vassallo dès le premier tour. Il annule immédiatement la plupart des mesures de son prédécesseur, ce qui conduit un journaliste du Monde à écrire qu’« après la Révolution, Grasse est entrée de plain-pied dans la Restauration ». 
Conseiller municipal à partir de cette date, Vassallo bénéficie à nouveau en 1987 de la désunion de la droite pour parvenir au deuxième tour d'élections municipales partielles où Fontmichel, qui accueille six membres du Front national en position éligible, s'oppose à son ancien adjoint divers droite Henri Richelme. Celui-ci se retire cependant en raison de la « menace socialo-communiste » que représente à ses yeux Vassallo, et Fontmichel est à nouveau élu maire. L’année suivante, Vassallo échoue dès le premier tour des législatives, puis échoue au second tour d'une cantonale partielle à Grasse-Sud en 1989, malgré la présence de deux candidats de droite. En 2001, il est à nouveau tête de liste communiste aux municipales ; malgré la présence d'un autre candidat de droite au second tour, sa liste finit plus de 20 points derrière celle de Leleux.
Sa fille, Sylvie, fut secrétaire nationale du Mouvement de la jeunesse communiste.